# Nigeria (selecționata de fotbal sub 17)

## Honours
Africa U-17 Cupa Națiunilor
- Campioană (2): 2001, 2007
- Finalistă (2): 1995, 2013
- Locul 3 (1): 2003

Campionatul Mondial de Fotbal sub 17 ani
- Campioană(5): 1985, 1993, 2007, 2013, 2015
- Finalistă (3): 1987, 2001, 2009

## Rezultate competitive
O culoare de fundal de aur indică faptul că Nigeria a câștigat turneul.
| Campionatul Mondial de Fotbal sub 17 ani record | Campionatul Mondial de Fotbal sub 17 ani record | Campionatul Mondial de Fotbal sub 17 ani record | Campionatul Mondial de Fotbal sub 17 ani record | Campionatul Mondial de Fotbal sub 17 ani record | Campionatul Mondial de Fotbal sub 17 ani record | Campionatul Mondial de Fotbal sub 17 ani record | Campionatul Mondial de Fotbal sub 17 ani record | Campionatul Mondial de Fotbal sub 17 ani record |
| Anul                                            | Runda                                           | Poziția                                         | M                                               | V                                               | E*                                              | Î                                               | GM                                              | GP                                              |
| ----------------------------------------------- | ----------------------------------------------- | ----------------------------------------------- | ----------------------------------------------- | ----------------------------------------------- | ----------------------------------------------- | ----------------------------------------------- | ----------------------------------------------- | ----------------------------------------------- |
| 1985                                            | Campioană                                       | 1                                               | 6                                               | 5                                               | 1                                               | 0                                               | 10                                              | 2                                               |
| 1987                                            | Vice-campioană                                  | 2                                               | 6                                               | 3                                               | 2                                               | 1                                               | 7                                               | 5                                               |
| 1989                                            | Sferturi de Finală                              | 6                                               | 4                                               | 2                                               | 2                                               | 0                                               | 7                                               | 0                                               |
| 1991                                            | Nu s-a calificat                                | Nu s-a calificat                                | Nu s-a calificat                                | Nu s-a calificat                                | Nu s-a calificat                                | Nu s-a calificat                                | Nu s-a calificat                                | Nu s-a calificat                                |
| 1993                                            | Campioană                                       | 1                                               | 6                                               | 6                                               | 0                                               | 0                                               | 20                                              | 3                                               |
| 1995                                            | Sferturi de Finală                              | 7                                               | 4                                               | 2                                               | 1                                               | 1                                               | 6                                               | 4                                               |
| 1997                                            | Nu s-a calificat                                | Nu s-a calificat                                | Nu s-a calificat                                | Nu s-a calificat                                | Nu s-a calificat                                | Nu s-a calificat                                | Nu s-a calificat                                | Nu s-a calificat                                |
| 1999                                            | Nu s-a calificat                                | Nu s-a calificat                                | Nu s-a calificat                                | Nu s-a calificat                                | Nu s-a calificat                                | Nu s-a calificat                                | Nu s-a calificat                                | Nu s-a calificat                                |
| 2001                                            | Vice-campioană                                  | 2nd                                             | 6                                               | 5                                               | 0                                               | 1                                               | 14                                              | 5                                               |
| 2003                                            | Faza Grupelor                                   | 11                                              | 3                                               | 1                                               | 1                                               | 1                                               | 3                                               | 3                                               |
| 2005                                            | Nu s-a calificat                                | Nu s-a calificat                                | Nu s-a calificat                                | Nu s-a calificat                                | Nu s-a calificat                                | Nu s-a calificat                                | Nu s-a calificat                                | Nu s-a calificat                                |
| 2007                                            | Champioană                                      | 1                                               | 7                                               | 6                                               | 1                                               | 0                                               | 16                                              | 4                                               |
| 2009                                            | Vice-campioană                                  | 2                                               | 7                                               | 5                                               | 1                                               | 1                                               | 17                                              | 7                                               |
| 2011                                            | Nu s-a calificat                                | Nu s-a calificat                                | Nu s-a calificat                                | Nu s-a calificat                                | Nu s-a calificat                                | Nu s-a calificat                                | Nu s-a calificat                                | Nu s-a calificat                                |
| 2013                                            | Campioană                                       | 1                                               | 7                                               | 6                                               | 1                                               | 0                                               | 26                                              | 5                                               |
| 2015                                            | Campioană                                       | 1                                               | 7                                               | 6                                               | 0                                               | 1                                               | 23                                              | 5                                               |
| Total                                           | 11/16                                           | 5 Titluri                                       | 63                                              | 47                                              | 10                                              | 6                                               | 149                                             | 43                                              |